# 離線處理
離線處理(off-line processing) 資料產生地和做資料統計的電腦之間並沒有連線，而是將資料收集完成之後，再交由電腦處理，如選舉統計作業。